# Дюфи, Рауль
Рауль Дюфи (фр. Raoul Dufy; 3 июня 1877, Гавр — 23 марта 1953, Форкалькье) — французский художник, представитель фовизма, а позднее — кубизма.

## Жизнь и творчество
Родился в бедной многодетной семье. Несмотря на выказанные в школе способности, ещё ребёнком был вынужден зарабатывать на жизнь. В 1891 году, 14-летним, поступает на службу в швейцарскую фирму по импорту кофе «Дом Лути и Хаузер», где ведёт бухгалтерские книги и контролирует погрузку и разгрузку товара на судах. В то же время посещает вечерние курсы живописи Шарля Луйе при Художественной академии в Гавре. Здесь в 1892 году Дюфи знакомится с Жоржем Браком и Отоном Фриезом. Получив стипендию города Гавра, художник отправляется в Париж, где поступает на обучение в ателье Леона Бонна при Школе изящных искусств.
После творческой фазы, когда Дюфи писал в импрессионистской манере, длившейся до 1905 года, художник посвящает себя фовизму, с которым познакомился на Осеннем салоне, где были представлены картины Анри Матисса. В этот период художник много ездит по Франции и рисует. В 1906 году в галерее Берты Вайль открывается первая персональная выставка Дюфи.
За фовистским периодом в творчестве Дюфи следует кубистский. Художник пытается раскрыть структуру формы предмета и отобразить её на полотне. Невысокая покупаемость картин Дюфи вынуждает его заняться ксилографией, иллюстрированием литературы и разработкой узоров для тканей. В этот период Дюфи возвращается к своей первоначальной манере, краски его картин становятся легче и ярче. В 1919—1923 годах живёт в Вансе, совершает поездку в Италию, где много рисует. В 1923 году в брюссельской галерее Центавр состоялась вторая персональная выставка Дюфи, закончившаяся большим успехом мастера.
В дальнейшем художник практикует в своих работах разделение цвета и рисунка, причём в акварели находит то средство, которое в наибольшей степени соответствует этому требованию. Для парижской международной выставки 1937 года создаёт огромное настенное полотно площадью в 600 м². В поздних картинах Дюфи, как правило, основной является только одна краска.

## Некоторые работы
- «Большой оркестр» (1942) — Париж, частное собрание.
- «Выездка в Довилле» (1930) — Париж, Музей современного искусства.
- «Яхта у Сен-Адрес» (1912) — Нью-Йорк, Музей современного искусства.
- «Фея Электричества» (1937) — Париж, Музей современного искусства.
- «Ателье художника» (1949) — Париж, Музей современного искусства.
- «Вид на Сен-Адрес» (1924) — Базель, Музей искусств.
- «Казино в Ницце» (1927) — Женева, собрание Жоржа Мооза.
- «Жёлтая консоль» (1947) — Париж, галерея Луи Карре.
- «Барки и лодки» (1935) — Лос-Анджелес, частное собрание.
- «Посвящение Моцарту» (1909—1910) — Нью-Йорк, собрание семьи Цадок.